# Dzień Pamięci Generała Pułaskiego
Dzień Pamięci Generała Pułaskiego (ang. General Pulaski Memorial Day) – święto obchodzone 11 października w Stanach Zjednoczonych upamiętniające Kazimierza Pułaskiego, polskiego i amerykańskiego generała. W USA Pułaski jest uznawany za bohatera wojny o niepodległość i twórcę amerykańskiej kawalerii.
W 1929 Kongres amerykański ustanowił 11 października Dniem Pamięci Generała Pułaskiego. Data 11 października upamiętnia rocznicę śmierci Pułaskiego w bitwie pod Savannah.

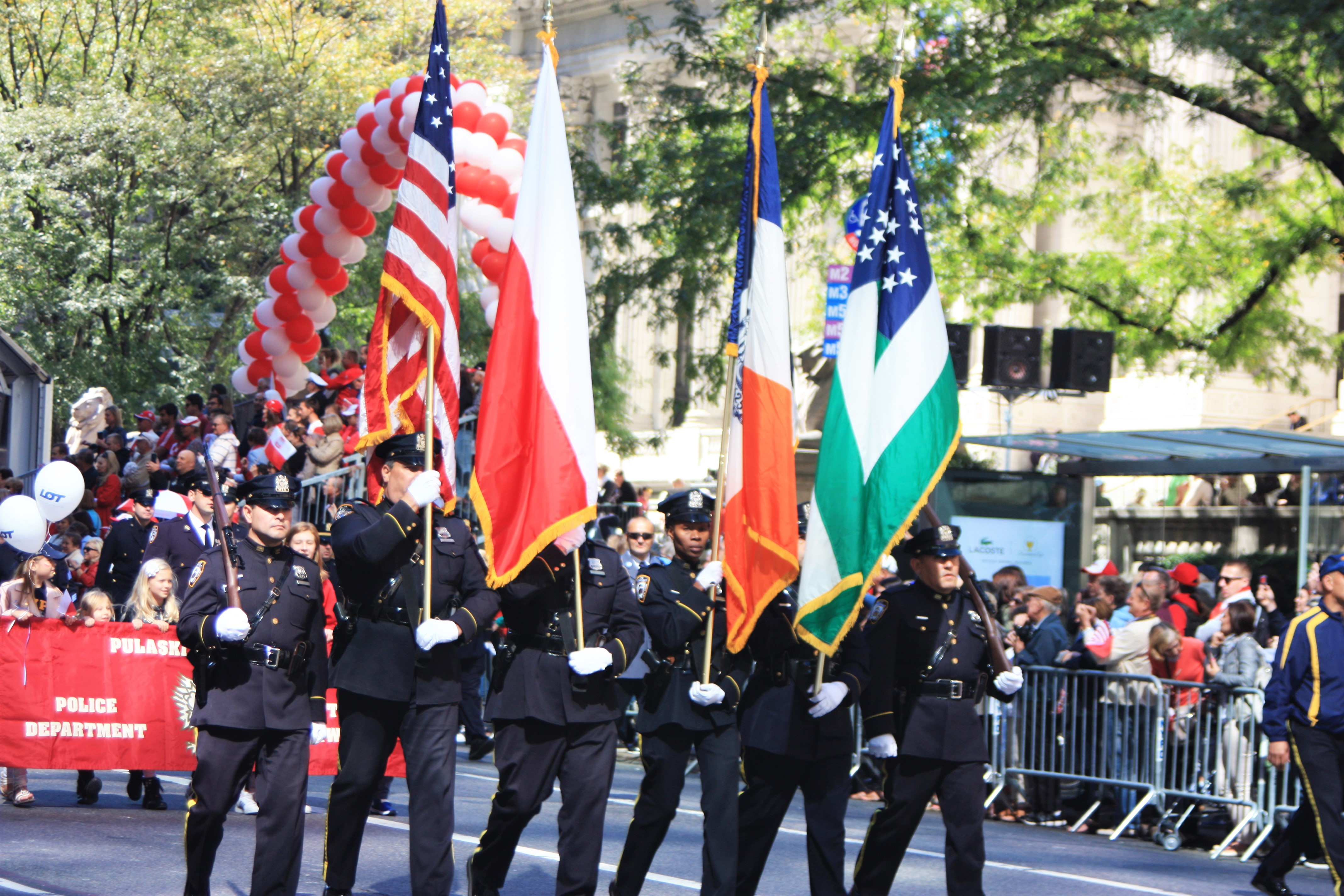
Poczty sztandarowe. LXXX Parada Pułaskiego w Nowym Jorku. Odbyła się 1 października 2017 roku, dwa tygodnie przed "Dniem Pamięci".

W pierwszą niedzielę października w Nowym Jorku jest organizowana parada (Pulaski Day Parade). W niektórych stanach jest też obchodzony Dzień Kazimierza Pułaskiego w okolicy urodzin Pułaskiego (każdy pierwszy poniedziałek marca).

## Źródła
1. ↑  Congressional Record [online], www.congress.gov [dostęp 2019-04-22].
2. ↑  Dzień Pamięci Generała Pułaskiego [online], PolskieRadio.pl [dostęp 2019-04-22].
3. ↑  Dzień Pamięci Generała Pułaskiego 2018 rok [online], Ambasada i Konsulat USA w Polsce, 11 października 2018 [dostęp 2019-04-22] [zarchiwizowane z adresu 2019-04-22] (pol.).